# Cordesse
Cordesse és un municipi francès, situat al departament de Saona i Loira i a la regió de Borgonya - Franc Comtat. L'any 2007 tenia 196 habitants.

## Demografia

### Població
El 2007 la població de fet de Cordesse era de 196 persones. Hi havia 72 famílies, de les quals 12 eren unipersonals (12 dones vivint soles i 12 dones vivint soles), 28 parelles sense fills i 32 parelles amb fills.
La població ha evolucionat segons el següent gràfic:
Habitants censats

### Habitatges
El 2007 hi havia 87 habitatges, 76 eren l'habitatge principal de la família, 7 eren segones residències i 4 estaven desocupats. 85 eren cases i 2 eren apartaments. Dels 76 habitatges principals, 70 estaven ocupats pels seus propietaris i 6 estaven llogats i ocupats pels llogaters; 8 tenien tres cambres, 21 en tenien quatre i 47 en tenien cinc o més. 56 habitatges disposaven pel capbaix d'una plaça de pàrquing. A 25 habitatges hi havia un automòbil i a 45 n'hi havia dos o més.

### Piràmide de població
La piràmide de població per edats i sexe el 2009 era:
| Homes | Edats   | Dones |
| ----- | ------- | ----- |
| 0     | 95 o +  | 0     |
| 0     | 90 a 94 | 0     |
| 0     | 85 a 89 | 4     |
| 0     | 80 a 84 | 0     |
| 4     | 75 a 79 | 0     |
| 0     | 70 a 74 | 0     |
| 4     | 65 a 69 | 12    |
| 4     | 60 a 64 | 0     |
| 4     | 55 a 59 | 4     |
| 0     | 50 a 54 | 8     |
| 12    | 45 a 49 | 8     |
| 4     | 40 a 44 | 4     |
| 0     | 35 a 39 | 4     |
| 12    | 30 a 34 | 8     |
| 4     | 25 a 29 | 4     |
| 0     | 20 a 24 | 0     |
| 4     | 15 a 19 | 4     |
| 0     | 10 a 14 | 4     |
| 8     | 5 a 9   | 8     |
| 4     | 0 a 4   | 8     |

## Economia
El 2007 la població en edat de treballar era de 127 persones, 101 eren actives i 26 eren inactives. De les 101 persones actives 94 estaven ocupades (52 homes i 42 dones) i 7 estaven aturades (4 homes i 3 dones). De les 26 persones inactives 9 estaven jubilades, 11 estaven estudiant i 6 estaven classificades com a «altres inactius».

### Ingressos
El 2009 a Cordesse hi havia 77 unitats fiscals que integraven 191 persones, la mediana anual d'ingressos fiscals per persona era de 17.245 €.

### Activitats econòmiques
Dels 3 establiments que hi havia el 2007, 1 era d'una empresa de comerç i reparació d'automòbils, 1 d'una empresa de transport i 1 d'una empresa d'hostatgeria i restauració.
Dels 2 establiments de servei als particulars que hi havia el 2009, 1 era un taller de reparació d'automòbils i de material agrícola i 1 restaurant.
L'any 2000 a Cordesse hi havia 4 explotacions agrícoles que ocupaven un total de 508 hectàrees.

## Poblacions més properes
El següent diagrama mostra les poblacions més properes.